# Саймон Шнапір
Саймон (Семен) Шнапір (англ. Simon Shnapir; нар. 20 серпня 1987 в Москві, СРСР) — американський фігурист, який виступає в парному фігурному катанні з Маріссою Кастеллі. Пара — бронзовий призер Олімпійських ігор в командних змаганнях у 2014 та бронзові призери чемпіонату світу серед юніорів 2009.
Станом на листопад 2012 пара займає 17-е місце в рейтингу Міжнародного союзу ковзанярів (ІСУ).

## Особисте життя
Саймон Шнапір народився в Москві, але коли йому було 16 місяців, його батьки емігрували до США. Він вільно говорить російською.
Він закінчив у 2005 Регіональну вищу школу Лінкольн-Садбері. Останнім часом відвідує Емерсон-коледж (англ. Emerson College) у Бостоні, де вивчає кіновиробництво.

## Кар'єра

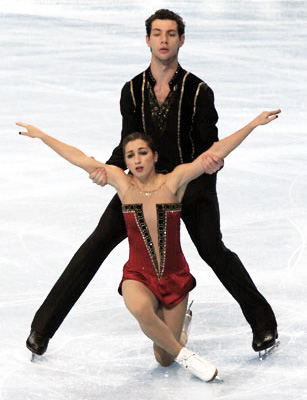
М. Кастеллі і С. Шнапір на Trophee Eric Bompard 2009.

Саймон Шнапір почав займатися фігурним катання в шість років, коли мати відвела його на ковзанку вперше. Коли йому було 13 він почав займатися парним катанням. У пару з Маріссою Кастеллі Саймон встав у 2006 році. Вперше на міжнародний рівень пара вийшла в сезоні 2007—2008 взявши участь в юніорській серії Гран-прі на етапі в Естонії, але там вони зайняли не високе 10-е місце. При цьому на національному рівні вони ще виступали в категорії «новачків», і в цій категорії стали бронзовими призерами чемпіонату США.
У сезоні 2008—2009, пара, єдині з американських юніорських спортивних пар, пройшли до фіналу серії Гран-прі, де посіли шосте місце. Національний чемпіонат серед юніорів вони закінчили на третьому місці та отримали путівку на чемпіонат світу серед юніорів. Там вони стали третіми.

## Спортивні досягнення
(з М. Кастеллі) 
| Змагання                                    | 2006—2007 | 2007—2008 | 2008—2009 | 2009—2010 | 2010—2011 | 2011—2012 | 2012—2013 |
| ------------------------------------------- | --------- | --------- | --------- | --------- | --------- | --------- | --------- |
| Чемпіонати світу                            |           |           |           |           |           |           | 13        |
| Чемпіонати Чотирьох континентів             |           |           |           | 10        |           |           | 3         |
| Чемпіонати світу серед юніорів              |           |           | 3         |           |           |           |           |
| Чемпіонати США                              | 9N.       | 3N.       | 3J.       | 10        | 5         | 5         |           |
| Етапи Гран-прі: NHK Trophy                  |           |           |           |           |           | 7         | 3         |
| Етапи Гран-прі: Skate America               |           |           |           |           | 6         |           | 5         |
| Етапи Гран-прі: Skate Canada                |           |           |           |           | 4         |           |           |
| Етапи Гран-прі: Trophée Eric Bompard        |           |           |           | 7         |           |           |           |
| Меморіал Ондрея Непела                      |           |           |           |           |           | 4         |           |
| Icechallenge                                |           |           |           |           |           |           | 1         |
| Фінали юніорського Гран-прі                 |           |           | 6         |           |           |           |           |
| Етапи юніорського Гран-прі, Велика Британія |           |           | 4         |           |           |           |           |
| Етапи юніорського Гран-прі, Чехія           |           |           | 4         |           |           |           |           |
| Етапи юніорського Гран-прі, Естонія         |           | 10        |           |           |           |           |           |

- N = рівень «новачки»; J = рівень «юніори»